# 福岡県立宗像中学校・高等学校
福岡県立宗像中学校・高等学校（ふくおかけんりつむなかたちゅうがっこう・こうとうがっこう、Fukuoka Munakata Junior High School, Fukuoka Prefectural Munakata High School）は、福岡県宗像市東郷六丁目にある男女共学の公立中学校・高等学校。併設型中高一貫校。略称「宗高」（むなこう）、「宗中」（むなちゅう）。令和元年（2019年）11月に創立100周年を迎えた。

## 概要
設置課程・学科
全日制課程 普通科
1学年あたり、中学は2クラス80名、高校は令和3年（2021年）度入学までは8クラス320名、令和4年度入学は9クラス360名。1クラスは約40名。高校2年次より文系と理系に分かれてクラス編成が行われる。文系は3年次に文Ⅰ（私立文系クラス）と文Ⅱに分かれてクラス編成が行われる。
時間割
- 07:45ｰ08:35　0時間目(希望者のみの朝課外)
- 08:50ｰ08:55　SHR
- 09:05ｰ09:55　1時間目
- 10:05ｰ10:55　2時間目
- 11:05ｰ11:55　3時間目
- 12:05ｰ12:55　4時間目
- 12:55ｰ13:35　昼休み
- 13:40ｰ14:30　5時間目
- 14:40ｰ15:30　6時間目
- 15:40ｰ16:30　7時間目
- 掃除、SHR後に放課、完全下校は中学生は18:30、高校生は19:00

高校3年生希望者の放課後課外は6時間目まで正課授業が行われる日に100分間実施されている。高校の7時間目実施について、令和3年（2021年）度までは週に2回行われていたが、令和4年（2022年）度からは授業次数増加に伴い、週に3回実施されている。
中学は原則6時間目までとし、8:30ｰ8:50の間に「ST（スペシャルタイム）」と呼ばれる、読書や自習のための時間が設けられている。
歴史
1919年（大正8年）に開校した「旧制福岡県立宗像中学校」と1926年（大正15年）に開校した「福岡県立宗像高等女学校」を前身としている。戦後の学制改革により、それぞれ「福岡県立宗像高等学校」と「福岡県立宗像女子高等学校」となった。その1年後この2校が統合され、男女共学の福岡県立宗像高等学校となった。創立年数は旧制中学校の開校年を基準に数えており、2019年（平成31年）に創立100周年を迎えた。
校訓
「質実剛健・自彊不息」
また、「宗高の精神（こころ）」として「－たくましく　自ら励み　未来を拓くー」と定められている。
校章
校名の「宗」と「高」の2文字を図案化したものになっている。（中学も同様）福岡県立宗像高等学校開校時に考案された。上の5つの尖りは太陽の輝きを表し、旭日昇天の勢を表し、また自由の女神の光彩をも象徴していて、自由博愛の精神をも表す。
校歌
作詞は国語科、作曲は信時潔。3番まであり、校名は歌詞に登場しない。1番では宗像市の東端に位置する四塚連山（通称四塚）、2番では市の中心部を流れる釣川、3番では市の北部に面する玄界灘、といったように高校周辺の地理、それと併せて1番から3番を通して目指す生徒の理想像が高らかに歌われている。
応援歌
宗像高校応援歌、宗像高校応援歌第二、宗像高校応援歌第三の3つの応援歌が生徒手帳に記載されているが、体育祭や体育部壮行会で歌われるのは「青く輝く　天仰ぎ」から始まる宗像高校応援歌のみであり、ほとんど1番までしか歌われない。50年ほど前に当時の生徒により作詞、作曲、編曲がなされた。
学区・通学区域
「福岡県第四学区（旧第五学区）」
学校施設
2003年度（平成15年）に新校舎が完成した。屋根にはソーラーパネルが設置されている。普通教室棟の全室に冷暖房が完備されている。2019年度から校舎内は原則として土足での利用が可能になっている。
敷地内にはテニスコート・プールなどが存在し、現在のテニスコートは、平成13年（2001年）まで使用された旧校舎が建設されていた跡地に設置された。また校内には前身となった各学校の施設の遺構が移転の上保存されている。
2021年前後から、老朽化した校内設備の更新工事が行われており、生徒用便所の改修工事等から開始されている。
制服
戦前からほとんど同じ制服が使用されており、現在の制服は昭和52年度に制定された。平成5年までは男子の制帽が義務づけられていた。男子は詰め襟の学ラン。女子はセーラー服で、高校のリボンが紺色、中学のリボンが緑色である。夏服は白色、冬服が濃紺色。指定の通学カバンは2018年にデザインが変わり、高校は手提げの革製学生カバンから黒色のリュックサック型に、中学は横長のリュックサック型から高校と共通の黒色のリュックサック型に変更された。令和3年に男女兼用の長袖・半袖のニットシャツとカーディガン、女子用のスラックスが導入されている。
朝課外
宗像高校では伝統的に始業前に1時間の補習の時間が設けられており、いまもなお続いている。2021年までは全クラス同一の内容を学習していたが、2022年からは月曜日の朝課外を休止し、代わりに難関大学志望者向けの講座が行われている。
同窓会
毎年7月に総会を開催している。支部を福岡、北九州、東京、関西に置く。

## 沿革
旧制福岡県立宗像中学校（男子校）
- 1919年（大正8年）
  - 3月27日 - 「福岡県立宗像中学校」が設立。
  - 4月13日 - 第1回入学式を挙行。
- 1920年（大正9年）10月12日 - 新校舎が完成し、移転。
- 1921年（大正10年）5月2日 - 開校記念式を挙行。
- 1930年（昭和5年）2月 - 校旗・校歌を制定。
- 1931年（昭和6年）4月 - 公民科、作業科を設ける。
- 1948年（昭和23年）4月1日 - 学制改革に伴い、「福岡県立宗像高等学校」（男子高）となる。
- 1949年（昭和24年）4月1日 - 農業科を併設。

福岡県立高等女学校
- 1926年（大正15年）3月30日 - 「福岡県宗像実業女学校」を開校。
- 1930年（昭和5年） - 「福岡県宗像高等実業女学校」に改称。
- 1931年（昭和6年） - 「福岡県宗像高等女学校」に改称。
- 1941年（昭和16年）6月 - 茶室が完成。
- 1948年（昭和23年）4月1日 - 学制改革に伴い、「福岡県立宗像女子高等学校」となる。

福岡県立宗像高等学校（共学）
- 1949年（昭和24年）8月31日 - 福岡県立宗像高等学校と宗像女子高等学校が統合し、「福岡県立宗像高等学校」（男女共学）となる。
- 1950年（昭和25年） - 家庭科を設置。
- 1960年（昭和35年） - 定時制課程を廃止。
- 1963年（昭和38年） - 農業科を募集停止とする。家庭科を被服科に改称。
- 1968年（昭和43年）9月 - 食堂を開設。
- 1970年（昭和45年）5月 - 新体育館が完成。
- 1973年（昭和48年）3月 - 寄宿舎（若葉寮）が完成。
- 1980年（昭和55年）5月 - プールが完成。
- 1989年（平成元年）3月 - 四塚会館が完成。
- 1993年（平成5年） - 被服科を廃止。
- 2015年（平成27年）- 宗像高校の併設校として福岡県立宗像中学校開校[2]
- 2019年（令和元年）- 創立100周年式典を開催。
- 2020年（令和2年）- 新部室棟（自彊館）が完成。

## 学校行事
3学期制をとる。2020年度、2021年度は新型コロナウイルス感染症の為、学校行事に大きな変更が発生している。
1学期
- 4月 - 入学式、中学1年生・高校1年生自立と協働を学ぶ体験活動（宿泊体験学習）
- 5月 - 鳳雛祭（文化祭）
- 6月 - 高校生徒会長選挙、生徒総会
- 7月 - 高校クラスマッチ

2学期
- 8月 - 東京研修（希望制）
- 9月 - 体育祭
- 10月 - 高校2年生修学旅行
- 12月 - 中学2年生修学旅行

3学期
- 1月 - 高校1年生百人一首大会、中学3年生国内語学研修
- 2月 - 高校1年生早朝訓練・耐寒登山（20km程の行軍）、中学生徒会長選挙
- 3月 - 卒業式、高校クラスマッチ、海外研修（希望制）

定期考査期間を除く毎日の朝課外、高校3年生にのみ行われる放課後課外に加え、長期休暇期間の集中講座、校内での外部検定や外部模試の実施、国際交流やALTとともに英語で授業を行うイマージョン授業、宗像の歴史を知るための地域学習、大学進学に向けた大学訪問や大学研究などの様々な教育活動が行われている。総合的な学習の時間（総合的な探求の時間）では、中学3年生は卒業論文として、高校1,2年生は研究活動として、探究活動が行われている。

## 部活動
部活動は原則として中高合同で行うこととなっているが、中高生の体格差や中体連、高体連の規制などを理由に中高別で行われている部が多い。

### 高等学校
運動部
- 硬式野球部（高校のみ）
- バレーボール部
- バスケットボール部
- ソフトテニス部（高校のみ）
- テニス部
- 卓球部
- ラグビー部
- 陸上競技部
- 水泳部（高校のみ）
- 弓道部（高校のみ）
- 剣道部
- ハンドボール部
- サッカー部
- 空手部
- 山岳部（高校のみ）
- ダンス同好会
- 総合運動文化部[注 3]

文化部
- 電気物理部　過去ロボカップ世界大会に7回出場経験あり(最高2位)[3]。
- 美術部
- 吹奏楽部
- 茶華道部
- 放送部
- ホームメイキング部
- 地球惑星同好会

特別活動
- 歴史研究会
- ESS
- 数学研究会

### 中学校
運動部
- 男女バスケットボール部
- 女子バレーボール部
- 男女卓球部
- 男女陸上競技部

文化部
- 電気物理部
- 吹奏楽部
- 茶華道部
- ホームメイキング部
- 放送部

## 著名な出身者
- 新海征治（科学者、工学博士、九州大学名誉教授）
- 城野禎三（法学者、九州国際大学名誉教授）
- 田坂憲二（国文学者、文学博士、慶應義塾大学教授、群馬県立女子大学教授）
- 三浦清志（実業家、元外務省官僚）
- 小山達生（元福岡県議会議長、県議会議員、福津市長）
- 伊豆美沙子（福岡県宗像市長）
- 石松愛弘（脚本家、時代小説家: 宗方翔）
- 木下昌美（妖怪文化研究家）[4][5]
- 水沢螢（タレント）
- 原一希（プロバスケットボール選手）
- 兒玉貴通（プロバスケットボール選手）
- 藤井俊宏 (NHK国際部デスク)[6]
- 青谷倫太郎（熊本放送報道記者）
- 岩渕梢（アナウンサー）
- 安河内哲也（東進ハイスクール英語科講師）
- TOMZUIN H（音楽プロデューサー、作曲家、編曲家、エレクトロニック音楽演奏家）
- 酒匂飛翔（NHKアナウンサー）
- 井上泰幸（美術監督、『ゴジラ』美術監督）
- 梶山正（写真家）
- あらた(お笑い芸人むなかったん)
- 原ノコシ(お笑い芸人むなかったん)

## アクセス・通学手段
最寄りの駅
- JR九州 鹿児島本線「東郷駅」より徒歩20分

平成初期から最寄りの駅の開設・誘致運動等が行われてきたが、現時点では駅設置計画は存在していない。創立100周年記念事業の一環として、JR新駅設置を求める署名活動が開始されている。
最寄りのバス停
- 西鉄バス「宗像警察署前」バス停より徒歩3分

最寄りの道路
- 福岡県道92号宗像篠栗線
- 福岡県道97号福間宗像玄海線

通学手段
電車通学者は最寄り駅の東郷駅で下車後、徒歩・バスで通学する。駅から高校へ自転車で移動することは禁止されている。